# Водяна (притока Самари)

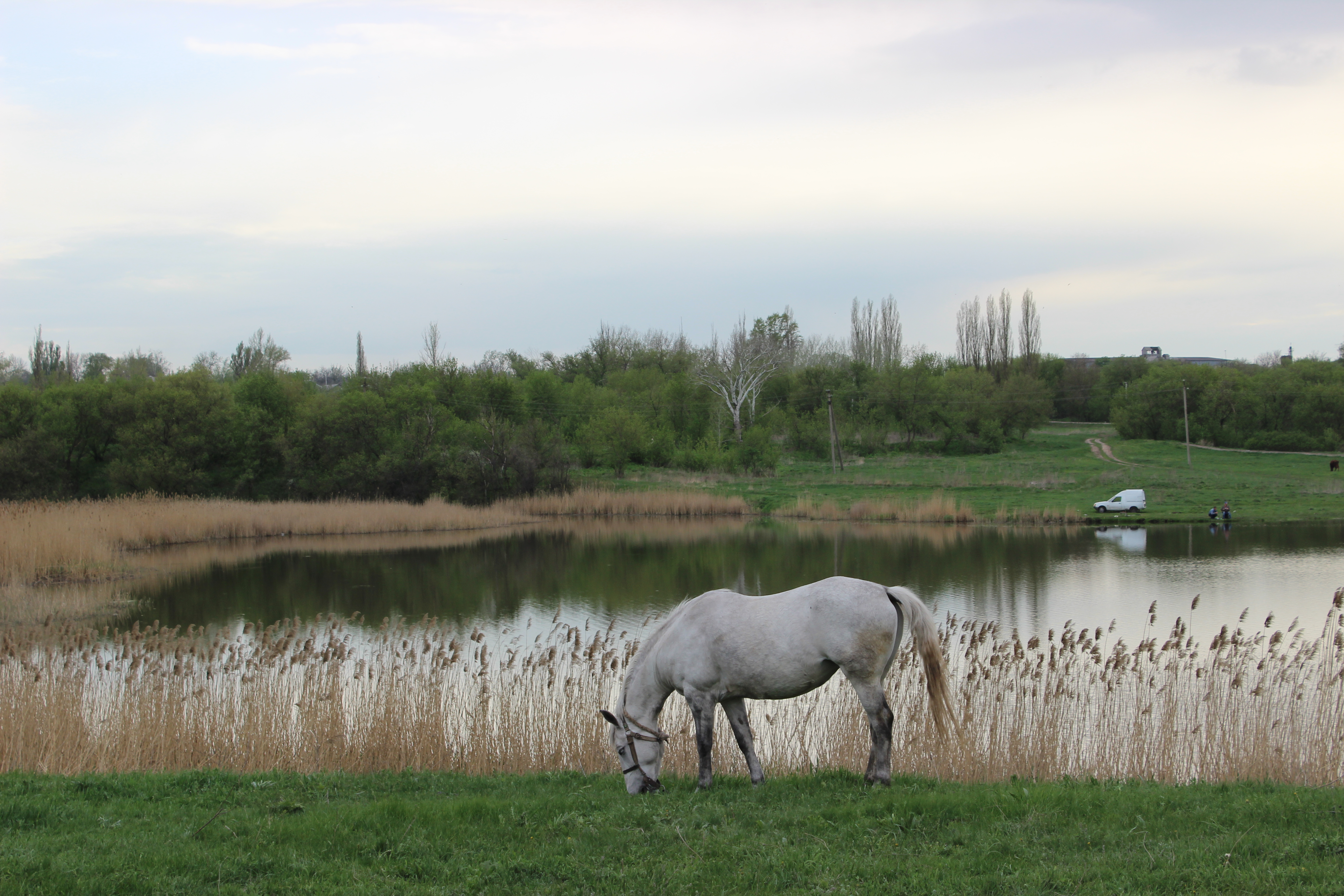
Водяна

Водяна — річка в Україні, ліва притока Самари. Впадає у Самару біля селища Олександрівка. Басейн Дніпра. Довжина 28 км. Площа водозбірного басейну 138 км². Похил 1,5 м/км. Долина трапецієподібна, завширшки пересічно 2 км. Заплава шириною до 200 м. Річище шириною 2-10 м. Річка частково зарегульована ставками для потреб зрошування.
Бере початок з джерел біля села Нововодяне на Донецькій височині. Тече територією Покровського та Краматорського районів на півночі Донецької області.

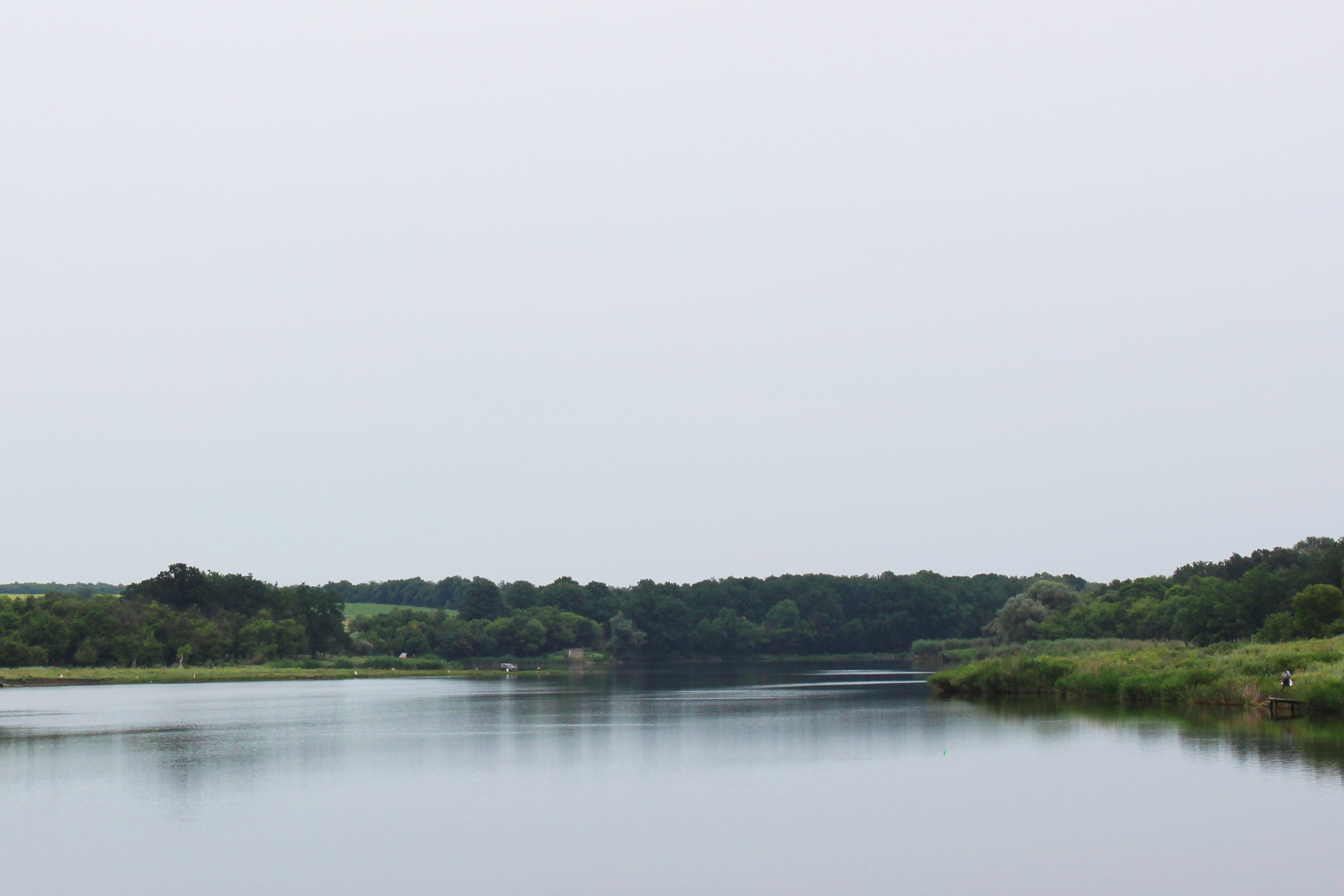
Водосховище у с. Степанівка

Найбільші поселення: Новодонецьке, Іверське, Степанівка.

## Галерея

Річкові краєвиди
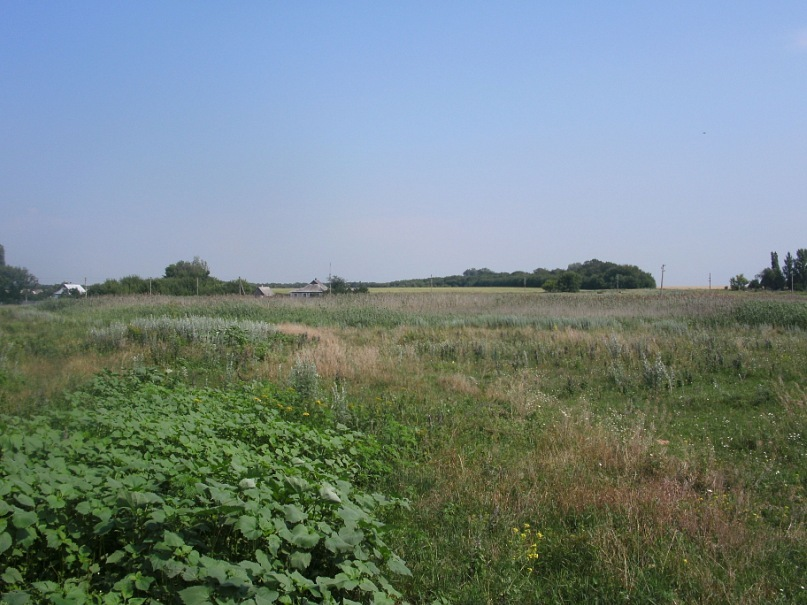
Село Нововодяне Добропільського району
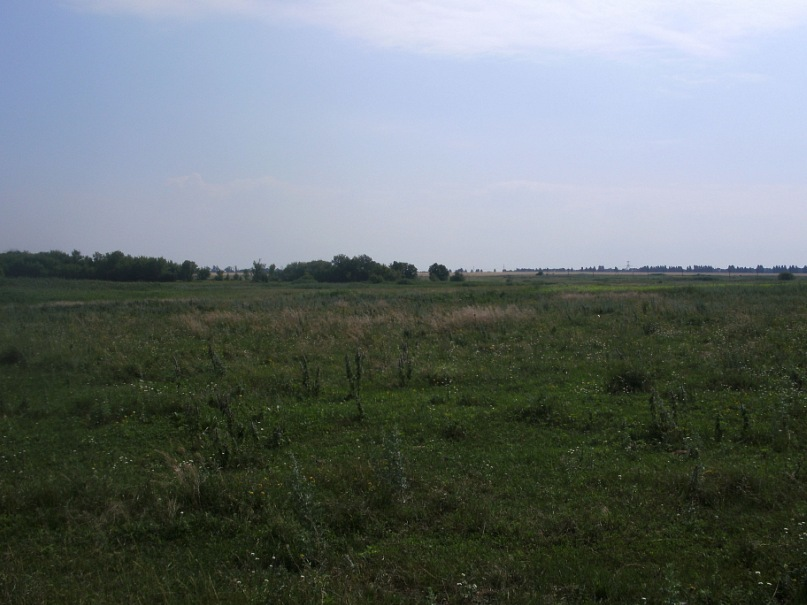
Витоки річки в селі Нововодяне Добропільського району
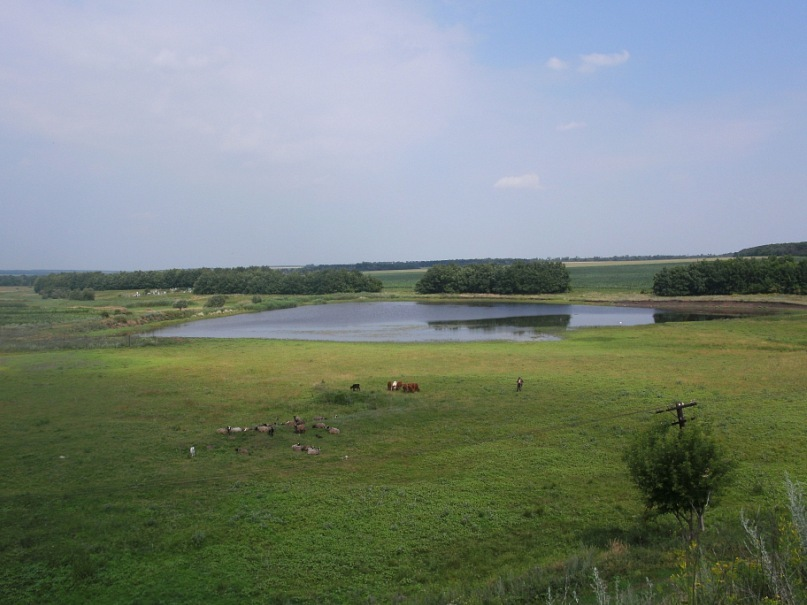
Балка Водяна в з насипу залізниці в селі Нововодяне
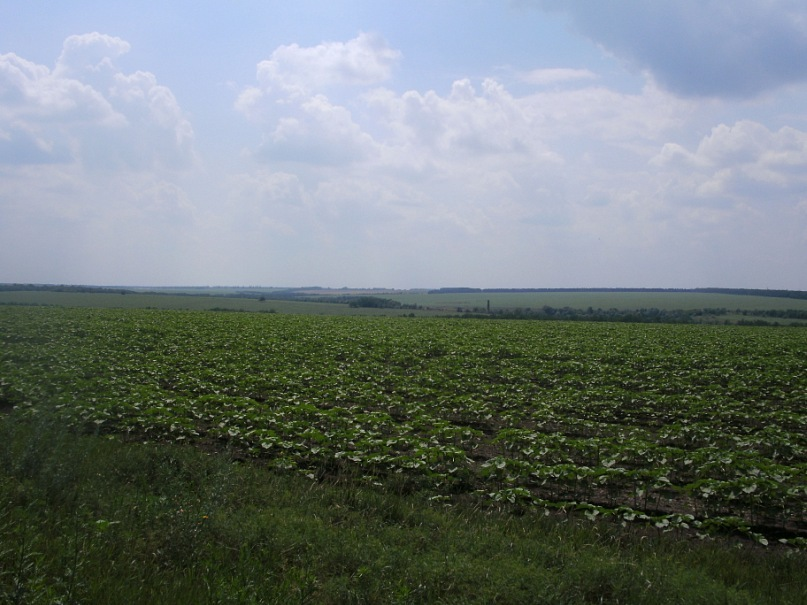
Балка Водяна в з пагорба між селами Благодать та Весна Добропільського району
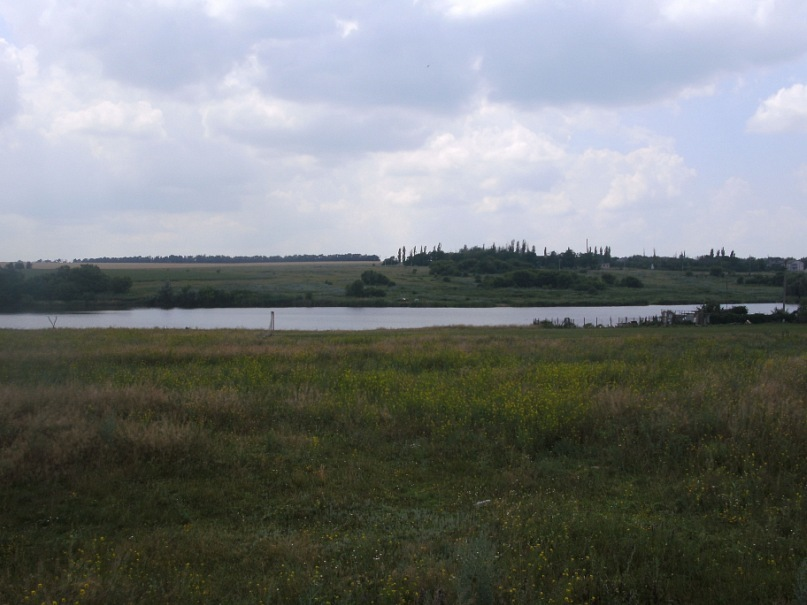
Село Степанівка Олександрівського району
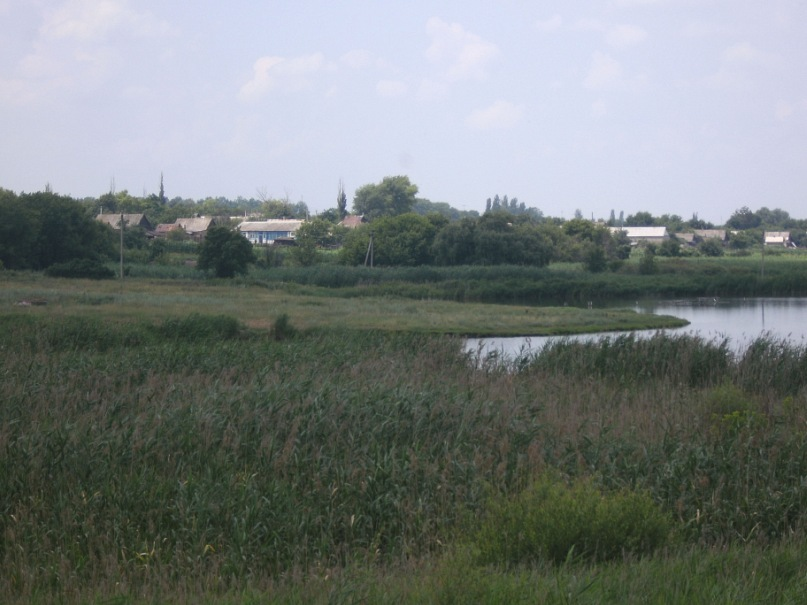
Село Степанівка Олександрівського району